# Guntram de Rijke
Guntram de Rijke (Frans: Gontran) (ca. 920 – 26 maart 973) wordt beschouwd als de stamvader van het Huis Habsburg, zoals vastgelegd in de in 1160 opgestelde stamboom van de Acta Murensia. Hij was de graaf in Breisgau en hertog van Muri en was afkomstig uit de Elzas.
Guntram was de derde zoon van Hugo, graaf van Nordgau en Hildegard. Hij behoorde tot de familie van de Eberharden uit de Elzas.
Als afstammeling van Guntram wordt Lanzelin genoemd, hoewel dit niet met 100% zekerheid vaststaat. Mocht de afstamming kloppen, dan geldt Guntram ook als voorvader van de huidige koningshuizen van België, Denemarken, Groot-Brittannië, Nederland en Liechtenstein.
De plaats Guntramsdorf in Neder-Oostenrijk is naar hem genoemd.